# 鈴木敏正
鈴木 敏正（すずき としまさ、1947年10月27日  - ）は、日本の教育学者。北海道大学名誉教授。教育学博士（北海道大学）。農学博士（京都大学）。静岡県出身。

## 来歴
1966年静岡県立清水東高等学校卒業。1970年京都大学農学部卒業。1978年京都大学大学院農学研究科博士課程修了。1978年島根大学農学部助教授。1981年北海道大学教育学部助教授。1993年北海道大学にて『自己教育の論理：主体形成の時代に』で教育学博士。1996年同教育学部教授・同大学院教育学研究科教授。同教育学部長・同大学院教育学研究科長、日本社会教育学会会長を歴任。2012年北海道大学停年退官。同名誉教授。2012年札幌国際大学人文学部教授。2016年北海道文教大学人間科学部教授。

## 研究
専門は社会教育学・環境教育論。若い頃は、農業経済学や、農民教育論なども手掛けていた。

## 主要著書
- 『地域づくりと自己教育活動』山田定市と共編 筑波書房 1992
- 『地域生涯学習の計画化』山田定市と共編 筑波書房 1992
- 『社会教育労働と住民自治』山田定市と共編 筑波書房 1992
- 『自己教育の論理：主体形成の時代に』筑波書房 1992
- 『平和への地域づくり教育：アルスター・ピープルズ・カレッジの挑戦』筑波書房 1995
- 『学校型教育を超えて：エンパワーメントの不定型教育』北樹出版 1997
- 『地域住民とともに：社会教育実践論』大前哲彦, 千葉悦子と共編北樹出版 1998
- 『地域づくり教育の誕生：北アイルランドの実践分析』北海道大学図書刊行会 1998
- 『エンパワーメントの教育学：ユネスコとグラムシとポスト・ホストモダン』北樹出版 1999
- 『主体形成の教育学』御茶の水書房 2000
- 『「地域をつくる学び」への道：転換期に聴くポリフォニー』北樹出版 2000
- 『生涯学習の構造化 : 地域創造教育総論』北樹出版 2001
- 『環境保全から地域創造へ：霧多布湿原の町で』伊東俊和と共編 北樹出版 2001
- 『都市公民館の再生：三多摩テーゼからの自己革新』北樹出版 2002
- 『公民館の実践と「地域を作る学び」』姉崎洋一と共編 北樹出版 2002
- 『社会的排除と「協同の教育」』御茶の水書房 2002
- 『教育学をひらく：自己解放のために』青木書店 2003初版/2009年
- 『生涯学習の教育学：学習ネットワーキングから』北樹出版 2004初版/2014増補改訂版
- 『現代教育計画論への道程：城戸構想から「新しい教育学」へ』大月書店 2008初版/2014増補改訂版
- 『将来社会への学び：3.11後社会教育とESDと「実践の学」』筑波書房 2016
- 『社会教育・生涯学習論：すべての人が「学ぶ」ために必要なこと』朝岡幸彦と共編 学文社 2018